# Liangshan, Jining
Liangshan är ett härad som lyder under Jinings stad på prefekturnivå i Shandong-provinsen i norra Kina.
Inom häradet är berget Liangshan beläget som givit namn åt orten och är känd som skådeplats för den klassiska romanen Berättelser från träskmarkerna.